# Мі-3 (літак)
Мі-3 (друга назва АНТ-21) — радянський важкий винищувач, що зробив перший політ в 1933 році.
| Авіація | Це незавершена стаття з авіації. Ви можете допомогти проєкту, виправивши або дописавши її. |